# Premierzy Wojwodiny

## Chronologiczna Lista Szefów Rządu Wojwodiny

### Socjalistyczna Autonomiczna Prowincja Wojwodiny
| #                                         | Imię i Nazwisko              | Portret | Kadencja             | Kadencja             | Partia polityczna | Partia polityczna           |
| #                                         | Imię i Nazwisko              | Portret | Od                   | Do                   | Partia polityczna | Partia polityczna           |
| ----------------------------------------- | ---------------------------- | ------- | -------------------- | -------------------- | ----------------- | --------------------------- |
| Premier 1945–1953                         |                              |         |                      |                      |                   |                             |
| 1                                         | Aleksandar Šević (1897–1975) |         | 9 kwietnia 1945      | 5 września 1947      |                   | KPV                         |
| 2                                         | Luka Mrkšić (1899–1976)      |         | 5 września 1947      | 20 marca 1953        |                   | KPV (do 1952) SKV (od 1952) |
| Przewodniczący Rady Wykonawczej 1953–1990 |                              |         |                      |                      |                   |                             |
| 1                                         | Stevan Doronjski (1919–1981) |         | 20 marca 1953        | grudzień 1953        |                   | SKV                         |
| 2                                         | Géza Tikvicki (1917–1999)    |         | grudzień 1953        | 22 lipca 1962        |                   | SKV                         |
| 3                                         | Đurica Jojkić (1914–1981)    |         | 22 lipca 1962        | 18 lipca 1963        |                   | SKV                         |
| 4                                         | Ilija Rajačić (1923–2005)    |         | 18 lipca 1963        | 20 kwietnia 1967     |                   | SKV                         |
| 5                                         | Stipan Marušić (1926–1974)   |         | 20 kwietnia 1967     | październik 1971     |                   | SKV                         |
| 6                                         | Franjo Nađ (1923–1986)       |         | październik 1971     | 6 maja 1974          |                   | SKV                         |
| 7                                         | Nikola Kmezić (1919–2009)    |         | 6 maja 1974          | 5 maja 1982          |                   | SKV                         |
| 8                                         | Živan Marelj (ur. 1938)      |         | 5 maja 1982          | maj 1986             |                   | SKV                         |
| 9                                         | Ion Srbovan (1930–2018)      |         | maj 1986             | 24 października 1989 |                   | SKV                         |
| 10                                        | Sredoje Erdeljan (1939–2011) |         | 24 października 1989 | 1989                 |                   | SKV                         |
| 11                                        | Jovan Radić (ur.1949)        |         | 1989                 | 1990                 |                   | SKV                         |

### Autonomiczna Prowincja Wojwodiny
| #                                         | Imię i Nazwisko               | Portret | Kadencja             | Kadencja             | Partia polityczna | Partia polityczna |
| #                                         | Imię i Nazwisko               | Portret | Od                   | Do                   | Partia polityczna | Partia polityczna |
| ----------------------------------------- | ----------------------------- | ------- | -------------------- | -------------------- | ----------------- | ----------------- |
| Przewodniczący Rady Wykonawczej 1990–2009 |                               |         |                      |                      |                   |                   |
| 1                                         | Jovan Radić (ur. 1949)        |         | 1990                 | 1991                 |                   | SPS               |
| 2                                         | Radoman Božović (ur. 1953)    |         | 1991                 | 23 grudnia 1991      |                   | SPS               |
| (1)                                       | Jovan Radić (ur. 1949)        |         | 23 grudnia 1991      | lipiec 1992          |                   | SPS               |
| 3                                         | Koviljko Lovre (ur.1954)      |         | lipiec 1992          | luty 1993            |                   | SPS               |
| 4                                         | Boško Perošević (1956–2000)   |         | luty 1993            | 13 maja 2000         |                   | SPS               |
| 5                                         | Damnjan Radenković (ur. 1939) |         | 13 maja 2000         | 23 października 2000 |                   | SPS               |
| 6                                         | Đorđe Đukić (ur. 1948)        |         | 23 października 2000 | 30 października 2004 |                   | DS                |
| 7                                         | Bojan Pajtić (ur. 1970)       |         | 30 października 2004 | 14 grudnia 2009      |                   | DS                |
| Premier 2009-                             |                               |         |                      |                      |                   |                   |
| 1                                         | Bojan Pajtić (ur. 1970)       |         | 14 grudnia 2009      | 20 czerwca 2016      |                   | DS                |
| 2                                         | Igor Mirović (ur. 1968)       |         | 20 czerwca 2016      | 8 maja 2024          |                   | SNS               |
| 3                                         | Maja Gojković (ur. 1963)      |         | 8 maja 2024          | nadal                |                   | SNS               |